# 福原助就
福原 助就（ふくはら すけなり、天文17年（1548年） - 天正5年11月27日（1578年1月5日））は、戦国時代の播磨国の武将。一説に佐用城（福原城）主、また一説に福原則尚の姻族で高倉山城主ともいう。羽柴秀吉配下の小寺孝高（のちの黒田孝高）率いる軍勢によって討たれた。

## 経歴

### 『黒田家譜』の叙述
『黒田家譜』によれば、福原主膳助就は佐用城主で、秀吉に抵抗していた。助就はもともと下野那須氏の一族で、もとは龍田太郎左衛門といったという。
天正5年（1577年）11月、秀吉は小寺孝高の策を入れ、一方だけ開けて佐用城を包囲した（兵法に言う囲師必闕の策であるという）。時に、秀吉の勘気を被って浪人していた平塚藤蔵という者（のちの平塚為広）が孝高の元を訪れ、帰参のため武功を立てるため陣借りをした。孝高は、城方は不利を悟り、夜中に空いた一方から退くはずであるから待ち受けて高名を挙げられよと助言した。この話をひそかに聞いた孝高の家臣・竹森新次郎も待ち伏せを行い、主膳の弟・伊王野土佐と、主膳の家老・祖父江左衛門を打ち取った。ときに平塚は複数の敵を相手を戦っていたのが、竹森が助勢し、平塚が鑓をつけて討ち留めた敵の首を平塚が取ると、これが福原主膳であったという。このくだりは、平塚と竹森が手柄を譲り合い、孝高が平塚の功績と裁定して秀吉に推挙、平塚は帰参がかなったという話になっている。
なお、城方は城主らが討たれると引き返して力戦したが、城は落城し、黒田勢によって500名ばかりが討ち取られた。